# 福斯納沃格

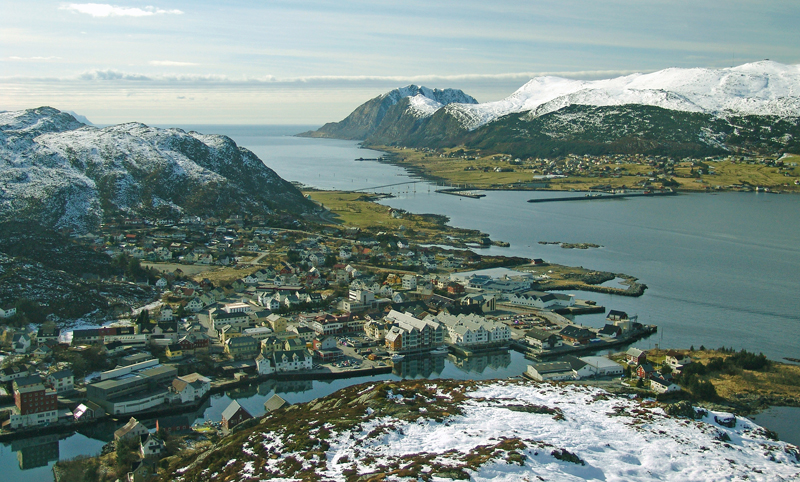

福斯納沃格是挪威的城鎮，由默勒-魯姆斯達爾郡負責管轄，位於該國西南部挪威海沿岸，距離首都奧斯陸380公里，面積3.78平方公里，海拔高度3米，2009年人口3,521。